# Костевич, Ирина Анатольевна
Ирина Анатольевна Костевич (бел. Ірына Анатольеўна Касцевіч; род. 26 января 1967, Минск, Белорусская ССР, СССР) — белорусский государственный деятель. С 2024 года — депутат Палаты представителей Национального собрания Республики Беларусь 8 созыва.
Министр труда и социальной защиты (14 марта 2017 — 29 марта 2024).

## Биография
Родилась 26 января 1967 года в Минске. В 1984 году окончила столичную школу № 7 с золотой медалью и поступила в Белорусский государственный институт народного хозяйства имени В. В. Куйбышева. Учась на последнем курсе института, Ирина Костевич в 21 год вышла замуж.
В 1989 году окончила Белорусский государственный институт народного хозяйства имени В. В. Куйбышева по специальности «Планирование промышленности».
После окончания института в 1989 году была принята в Центральный научно-исследовательский и проектно-технологический институт организации и техники управления (ЦНИИТУ) Минского научно-производственного объединения «Центрсистем», на должность инженера-конструктора. В эти же годы генеральным директором НПО «Центрсистем» и директором ЦНИИТУ был Стефан Михалёв. В сентябре 1991 года Белорусская ССР была переименована в Республику Беларусь, а в ноябре 1991 года институт был переведён в ведение Государственного комитета Республики Беларусь по промышленности и межотраслевым производствам. Работала в институте с 1989 по 1992 год. В 1990 году родила ребенка.

### Госкомстат, Министерство статистики, Статистический комитет
В 1993 году занимала должность экономиста Главного вычислительного центра Государственного комитета статистики Республики Беларусь (Госкомстат). В 1993—1994 годах — экономист 1 категории, ведущий экономист управления статистики материальных ресурсов Государственного комитета статистики Республики Беларусь.
23 сентября 1994 года президент Республики Беларусь Александр Лукашенко на базе Государственного комитета статистики образовал министерство статистики и анализа. С 1994 по 2002 год Ирина Костевич работала ведущим экономистом, главным экономистом, начальником управления статистики материальных ресурсов Министерства статистики и анализа.
В 2002 году в 35 лет окончила Академию управления при Президенте Республики Беларусь.
С 2002 по 2006 год — начальник управления статистического планирования и организации статистических наблюдений Министерства статистики и анализа.
В 2004 году в 37 лет родила второго ребенка.
В 2006 году Ирина Костевич назначена заместителем министра статистики и анализа Республики Беларусь. Должность министра на тот момент с 1998 года занимал Владимир Зиновский.
В августе 2008 года министерство статистики и анализа было преобразовано в Национальный статистический комитет. Председателем был вновь назначен Владимир Зиновский, а Ирина Костевич — первым заместителем председателя.

### Министерство экономики
27 декабря 2014 года Владимир Зиновский по решению президента Александра Лукашенко был назначен министром экономики Республики Беларусь. В январе 2015 года Ирина Костевич была назначена заместителем министра экономики.

### Министр труда и социальной защиты
17 марта 2017 года по решению президента Александра Лукашенко Ирина Костевич назначена на должность министра труда и социальной защиты.
29 марта 2024 года покинула должность министра в связи с избранием депутатом Палаты представителей.

### Депутат Палаты представителей
В декабре 2023 года, после того как были назначены выборы депутатов Палаты представителей 8 созыва, Костевич зарегистрировала инициативную группу по Дзержинскому округу №71 (Дзержинский район Минской области). В январе 2024 года она была зарегистрирована как самовыдвиженец. По итогам состоявшихся 25 февраля 2024 года выборов Костевич была объявлена избранной в Дзержинском округе.
В Палате представителей 8 созыва заняла должность председателя Постоянной комиссии по труду и социальным вопросам, также стала членом Совета Палаты представителей.

## Семья
Замужем, имеет сына (род. 1990) и дочь (род. 2004).